# (7364) Otonkucera
(7364) Otonkucera es un asteroide perteneciente al cinturón de asteroides, descubierto el 22 de mayo de 1966 por Korado Korlević desde el Observatorio de Višnjan, Zvjezdarnica Višnjan, Croacia.

## Designación y nombre
Designado provisionalmente como 1996 KS. Fue nombrado por el fundador del Observatorio de Zagreb, Oton Kučera (1857–1931) quien fue profesor, biólogo de campo, astrónomo y uno de los primeros entusiastas de la radioafición. Su libro introductorio a la astronomía, Naše nebo (Nuestro cielo, 1895), ha tenido un fuerte impacto en los lectores jóvenes de Croacia durante más de un siglo.

## Características orbitales
Otonkucera está situado a una distancia media del Sol de 2,266 ua, pudiendo alejarse hasta 2,629 ua y acercarse hasta 1,903 ua. Su excentricidad es 0,160 y la inclinación orbital 2,340 grados. Emplea 1245,99 días en completar una órbita alrededor del Sol.

## Características físicas
La magnitud absoluta de Otonkucera es 15,36. Tiene 1,857 km de diámetro y su albedo se estima en 0,512.